# Pummel Party
Pummel Party, un juego creado por la desarrolladora Rebuilt Games, salió a la venta en la plataforma de Steam el 20 de septiembre de 2018. Este juego pertenece a los géneros: multijugador, acción y cooperativo en línea (según la distribuidora del propio juego).
| Desarrolladora | Rebuilt Games                            |
| Distribuidora  | Steam                                    |
| Género(s)      | Multijugador Acción Cooperativo en línea |
| -------------- | ---------------------------------------- |

## Jugabilidad
El videojuego consiste en crear o unirte a un grupo de 4 a 8 personas para afrontar por equipos, o individualmente una serie de pruebas para ver quién consigue la puntuación más alta después de terminar la partida. En la versión más reciente incluye un "modo tablero" que agrega un tablero para moverse con una mecánica de dados y cada casilla hace referencia a un minijuego.